# Oblatno
Oblatno är en ort i Montenegro. Den ligger i den centrala delen av landet. Oblatno ligger 860 meter över havet och antalet invånare är 133.
Terrängen runt Oblatno är lite bergig. Omgivningarna runt Oblatno är en mosaik av jordbruksmark och naturlig växtlighet. Bredvid orten finns en bauxitgruva.